# 埃里希·雷德尔
埃里希·约翰·阿尔伯特·雷德尔（德語：Erich Johann Albert Raeder，1876年4月24日—1960年11月6日），是納粹德國的一名海军元帥，為繼亨宁·冯·霍尔岑多夫後德國第一位获此头衔者。雷德爾於第一次世界大戰後留任在威瑪共和國海軍中，在成為海軍總司令後暗中重組了貧弱的德國海軍，為其往後擴軍時打下重要基礎，並要求全軍勿干涉政治。當希特勒上台後，雷德爾向其提出建設龐大艦隊的《Z計畫》，但由於錯估與英國交戰的時間而令該計畫終止，只得以少量兵力應戰。
在二戰期間，雷德爾主要以巡洋艦和快速戰艦對盟軍交通線攻擊，雖小有斬獲卻未取得決定性勝利。之後還策劃了入侵挪威的「威瑟演習作戰」和派遣耗費無數資源建造的俾斯麥號戰艦攻擊大西洋航線的「萊茵演習行動」，由於後者被英軍擊沉，從此希特勒對水面艦隊的信心盡失，將取得戰果的期望轉至卡爾·鄧尼茲的潛艇部隊，雷德爾也因此被冷落。1943年時，由於水面艦隊無法達成希特勒期望的战绩而被勒令拆解，雷德爾以辭職表示抗議，其職位被鄧尼茲所接替。二戰結束後，雷德爾被纽伦堡军事法庭判处终身监禁，但于1955年获释，1960年病逝于基尔。

## 生平

### 早年生涯
雷德尔1876年生於普鲁士石勒苏益格-荷尔施泰因省万茨贝克。1894年，雷德尔加入德意志帝国海军并迅速获得升迁，于1912年被擢升为弗朗茨·冯·希佩尔将军的参谋长，跟随希佩尔参加了多格尔沙洲海战和日德兰海战。一战後，雷德尔继续服役于魏玛共和国海军，于1922年升为海军少将，1925年晋升中将，1928年成为共和国海军上将司令。

### 重建德国海军
一战後，德国海军损失殆尽。1933年希特勒当政後，开始大力扩充军备。尽管雷德尔对纳粹党的许多做法并不赞同，但他支持希特勒重建德国海军的想法。在希特勒的支持下，时任海军总司令的雷德尔制定了扩充海军的Z计划，其中包括违反条约建造航空母舰及大型战列舰。然而，在重建海军的过程中，雷德尔面临着来自赫尔曼·戈林的德国空军的竞争，导致某些计划进度缓慢，未能在战争开始前完成。

### 第二次世界大战
1939年大战爆发後，雷德尔被擢升为海军元帅。他力主进攻挪威和丹麦，即威瑟演習作戰，以消除皇家空军对德国本土的威胁，同时占领挪威意味着海空军可以有效控制北海。希特勒批准了该进攻行动，并且最终在三军的合作下成功攻占挪威，同时击退了英国的远征军。
雷德尔对于进攻英国的海狮计划并不热衷。他向希特勒表示，德国在英吉利海峡上的空中优势并不明显，而海军只能在保证空中优势的情况下为登陆部队提供支援。雷德尔认为，建造更多的U艇和小型舰艇以打击盟国的海上运输是更好的办法。他还主张加强地中海战场上的轴心国力量，巩固北非，同时进攻马耳他和中东地区。最终海狮计划由於不列颠空战的失败而被无限期推迟，希特勒转而进攻苏联，即巴巴罗萨作战，而雷德尔又极力反对此一计划。
此时德国水面部队遭遇了一系列的失败，尤其是巴伦支海海战，使雷德尔失去了希特勒的支持。1943年1月30日，雷德尔的海军总司令职位被潜艇部队司令卡尔·邓尼茨将军接替。5月，雷德尔正式提交辞呈并从德国海军辞职。

### 战後

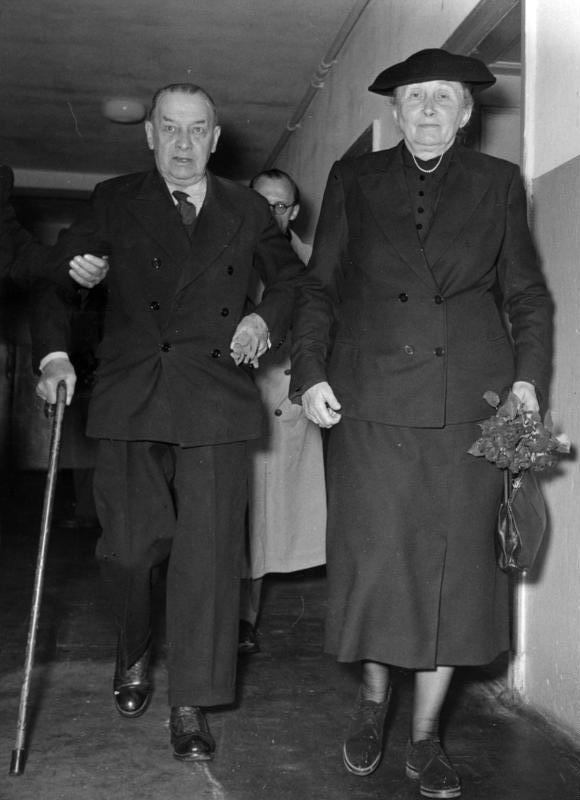
1955年9月雷德爾獲釋，右者為其妻子

1946年，雷德尔被纽伦堡军事法庭判处终身监禁，罪名是发动侵略战争（对挪威）。由於各界对此判决颇有争议，雷德尔随後获得减刑，并且由於他健康状况不佳而于1955年9月26日被释放。雷德尔于1957年出版了他的自传，名为，即“我的一生”。埃里希·雷德尔于1960年11月6日在基尔逝世。

## 電玩
- 世界征服者4：有這名將領